# Bítov (zaniklá obec)
Bítov (německy: Vöttau) bylo městečko ležící pod stejnojmenným hradem nad soutokem řek Želetavky a Dyje. Zaniklo v důsledku stavby a napuštění Vranovské údolní nádrže v roce 1933. V době přesídlení jeho obyvatel do nové obce se pro něj vžilo neoficiální pojmenování Starý Bítov.

## Počátky
První písemná zmínka o bítovském podhradí pochází z roku 1424, ale zdejší osídlení bylo zcela jistě starší. Je pravděpodobné, že zde došlo k usazení obyvatelstva z obou předhradí přemyslovského hradiště Bítov při jeho přestavbě na gotický hrad. Tomu nasvědčuje dnes zničená sakristie kostela sv. Václava, která byla původně samostatně stojící patrovou rotundou-karnerem s kaplí v patře a kostnicí v přízemí. Přistavením gotického jednolodního plochostropého kostela s hranolovým presbytářem zaklenutým svorníkem s erbem Lichtenburků se z malé kaple stal kostel sloužící jako farní namísto staršího (a dochovaného) svatostánku Panny Marie na hradě.

## Stručná historie
Městečko se ve středověku jmenovalo Bítovec a sloužilo jako podhradí Bítova - důležité pevnosti na zemské hranici, která bývala dědičným lénem uděleným mocnému rodu Lichtenburků.

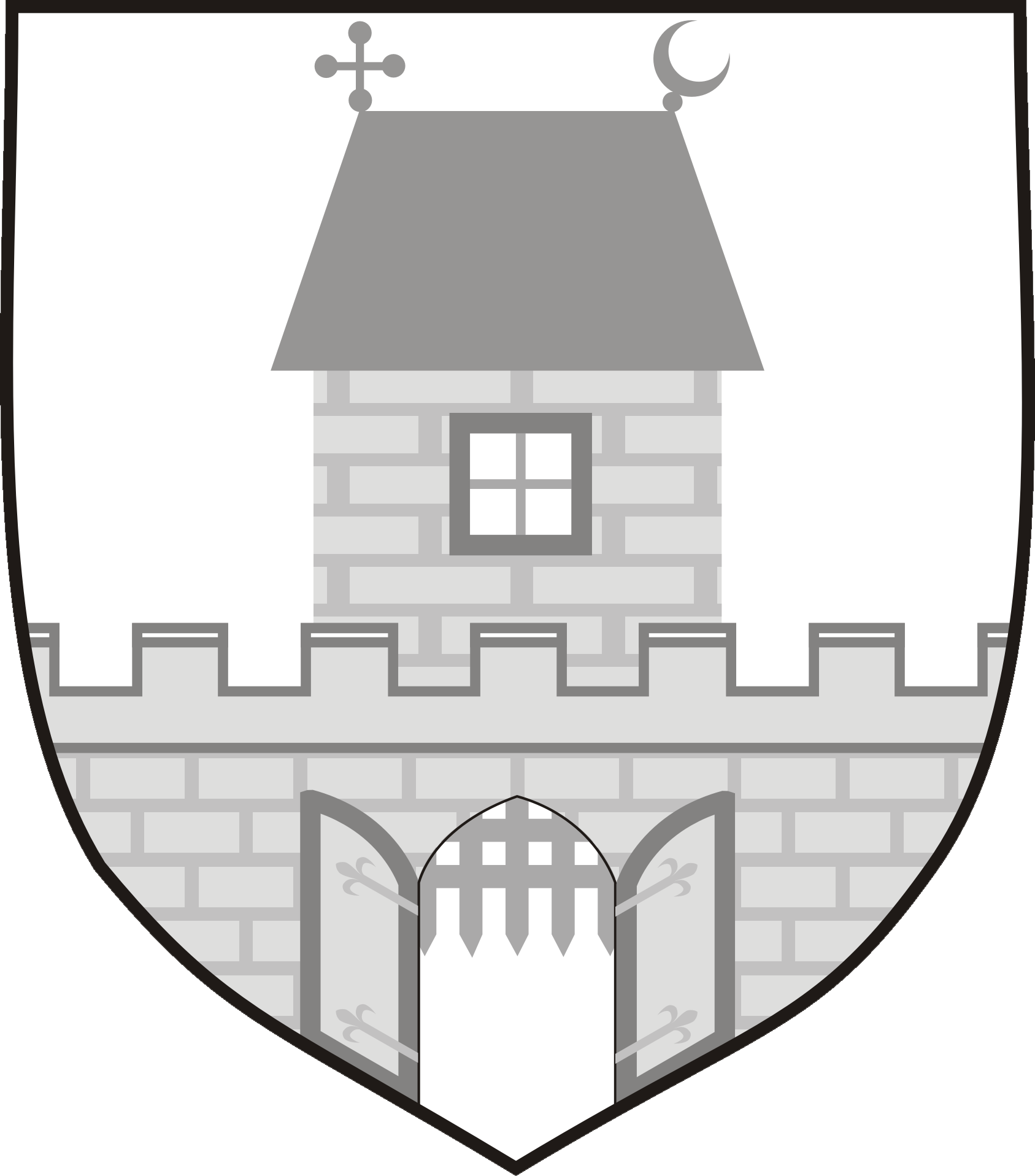
Znak městyse Bítova mezi světovými válkami

Koncentrovala se zde řemeslná základna potřebná pro chod hospodářství panství. V okolí se nacházely další obce se služebnou povinností doloženou v jejich názvech jako např. Štítary (výroba štítů) či Korolupy (výroba třísla).
Toto zaměření pak přerušila až třicetiletá válka, kdy muselo být mnoho usedlostí znovuosídleno a obyvatelstvo se pak více věnovalo zemědělství (včetně robotních povinností). V městečku byly dva vodní mlýny: Horní (Stehlíkův) fungoval až do zániku obce, dolní (Malý) přestal mlít na přelomu 19. a 20. stol., přičemž jeho majitel pak obstarával přívoz přes Dyji. Sevřené a klikatící se údolí s romantickými scenériemi pak od konce 19. stol. lákalo i první turisty a letní hosty, z nichž nejznámější byl asi hudební skladatel Vítězslav Novák.
Na počátku 20. stol. vypadal městys Bítov přibližně takto: návštěvníka přicházejícího pitoreskním údolím Želetavky od Zblovic nejdříve zaujmou domky chalupníků natěsnané ve svahu pod skalami hned naproti majestátního hradu. Nalevo se odděluje mlýnský náhon k Stehlíkovu mlýnu. V záhybu údolí dominuje farní kostel s věží obklopený budovami fary a školy na vysoké podezdívce, sloužící jako ochrana před pravidelnými povodněmi. Architektura kostela je gotická s barokními prvky a pozdně románskou sakristií. Pod duchovním středem obce se rozkládá náměstíčko, kde se konávají poutě a shromáždění. Zde mají domy nejmajetnější sousedé a stojí Kornellyho hostinec. Napravo vede lesní cesta do Vysočan, nalevo za mostem stojí kaple sv. Jana Nepomuckého a zpevněná cesta vede nahoru k hradu a polní k Fischerově restauraci a dál, kde slepě končí u domků chudiny ve svahu pod skalami. Hlavní cesta opouští náměstíčko a lemována patníky míjí hřbitov napravo, spojovací lávku nalevo a směřuje kolem bývalého dolního mlýna k obloukovému mostu přes Dyji. Odtud je možno pokračovat směrem k zříceninám Cornštejna.

## Zánik
Městečko bylo zbořeno v roce 1933 kvůli stavbě Vranovské přehrady. Předtím byla v obci několik let vyhlášena stavební uzávěra. Po zatopení ještě z hladiny vystupoval kostel sv. Václava (byl odstřelen až roku 1953), jehož zařízení včetně barokního hlavního oltáře získal nový kostel. Obec byla zničena zcela, zůstal pouze hřbitov ve svahu u nové silnice směrem na Vysočany. Pokud je v přehradě málo vody, bývají vidět trosky kostela sv. Václava a zbytky základů domů, které dnes (když v přehradě není voda) slouží jako turistická atrakce. Ještě před tím, než se zbourala stará obec, začala v roce 1931 stavba nové "vzorové" podle projektu pražského architekta Josefa Karla Říhy na kopci jen pár kilometrů odsud. Přestože si lokalitu výstavby nového Bítova zvolili občané sami, někteří se stěhovali v slzách. Kromě trosek připomíná dávné malebné údolí také již zmíněný hřbitov. Pro turisty stojí za zmínku i dva ocelové mosty (Bítovský a Vysočanský) a také to, že ten první byl poprvé v Československu vystavěn jeřáby, místo obvyklého lešení. V roce 1929 měla obec přibližně 416 obyvatel (převážně české národnosti a římskokatolického vyznání) a 70 domů.

## Nový Bítov a stěhování do moderního
V roce 1931 začala výstavba nového Bítova která skončila v roce 1934. Ještě ve starém Bítově nebyl vodovod, a ani elektřina. To znamená že pro vodu se chodilo do studny a svítilo se petrolejovými lampami nebo svíčkami. Takže obyvatelé vyměnili malebné údolí za elektřinu a vodovod. Jenže místním se stejně i přes modernizaci stýskalo po původním domově. Dnes má Bítov rozlohu 6,06 km² a přibližně 150 obyvatel což je o mnoho méně oproti starému Bítovu. Nachází se zde několik kempů a mnoho místních památek lákajících turisty, včetně dostatečné infrastruktury. Mezi kulturní památky patří např. hrad Cornštejn a národní kulturní památkou je hrad Bítov.

## Fotogalerie

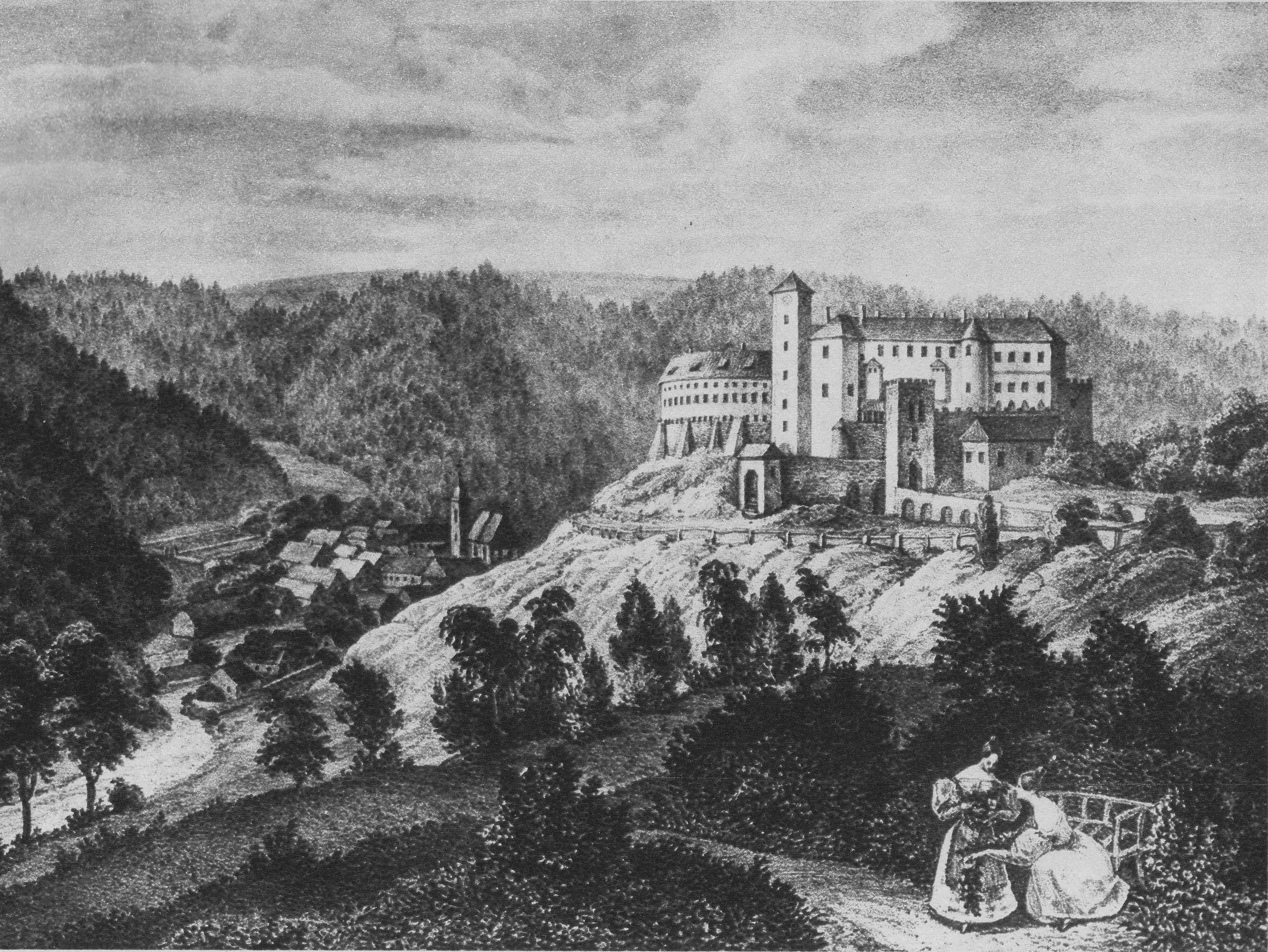
Bítov roce 1848 - podhradí s kostelem vlevo
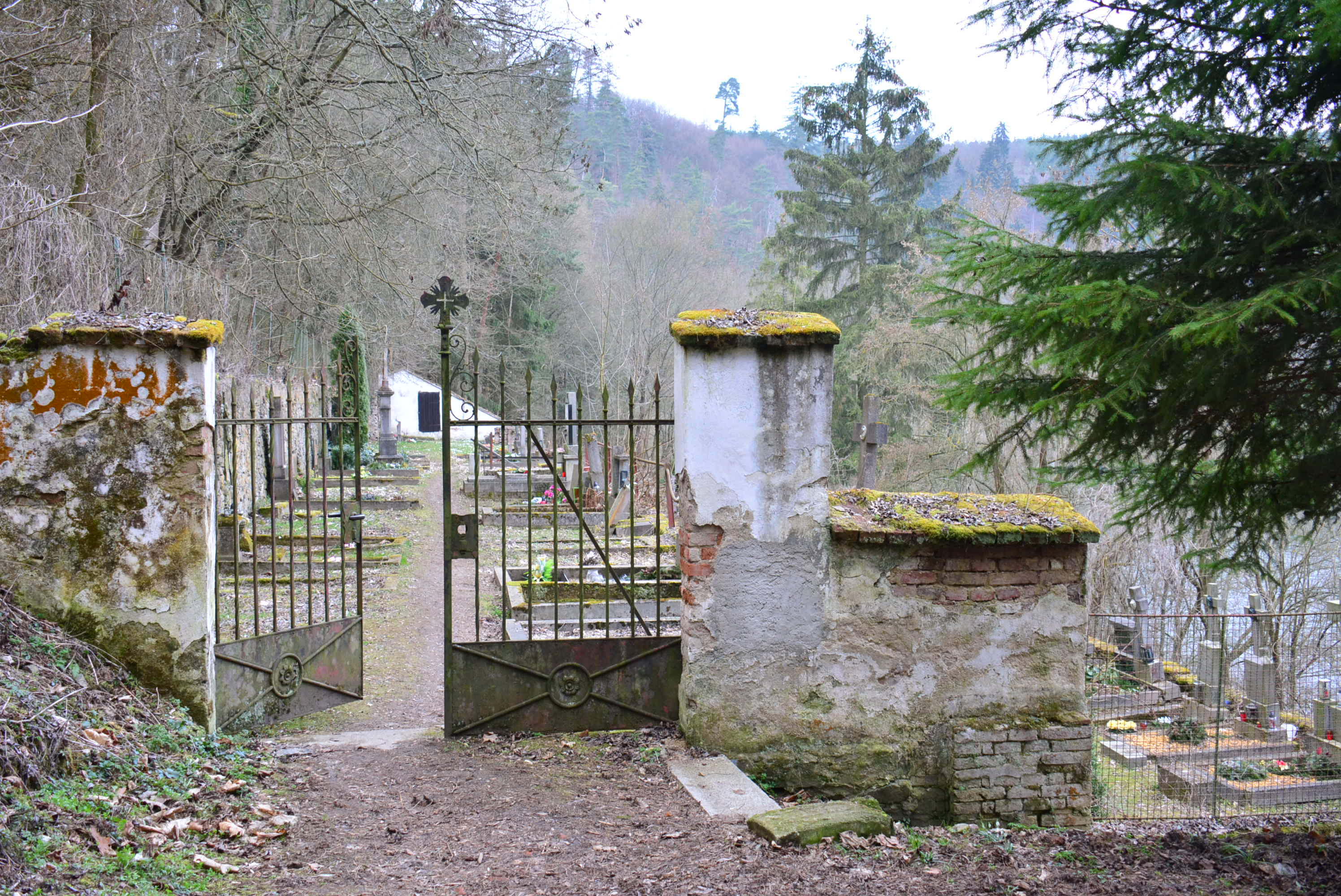
Starý hřbitov